# زبان پرندگان

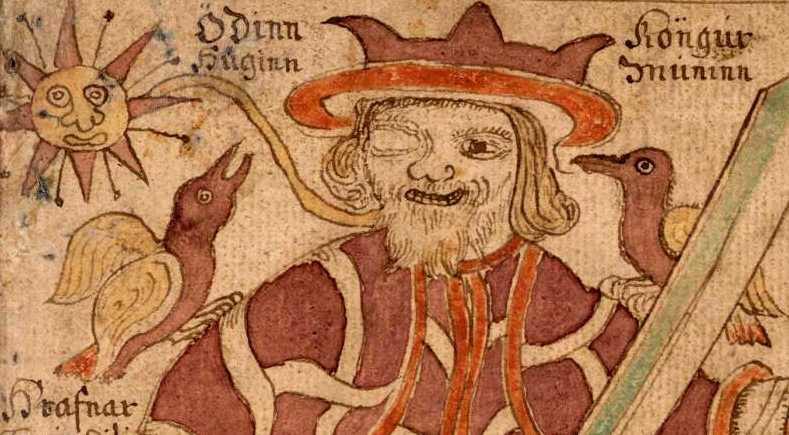
در این تصویر از سخنرانی خطی مربوط به سدۀ هجدهم در ایسلند، هاگین و مانین بر روی شاخه‌های اودین نشسته‌اند.

در تاریخ اساطیری و علوم خفیه ادبیات قرون وسطی زبان پرندگان به عنوان یک پدیده عارفانه، زبان مکاشفه عمیق، زبان سبز، زبان تغییرناپذیر، زبان تقدیس شده، زبان فرشته‌ها یا یک زبان جادویی یا عرفانی که توسط پرندگان به منظور ارتباط با مبدأ استفاده می‌شده، تعبیر شده است.

## تاریخچه
در مذهب هند و اروپایی استفاده از رفتار پرندگان به منظور اهداف مکاشفه‌ای طالع بینان تاریخچه‌ای دیرینه دارد. بر اساس نظریه والتر بارکرت این عادات ممکن است ریشه در پالئولتیک، زمانی در طول عصر یخبندان که انسانهای اولیه با مشاهده پرندگان لاشه خوار اجساد را جستجو می‌کردند، داشته باشد.
در عصر حاضر نیز مثال‌هایی از روابط و همزیستی انسان- پرنده وجود دارد. در آمریکای شمالی، کلاغ‌های سیاه به عنوان راهنمای گرگ‌ها (و شکارچیان بومی) به سمت طعمه بودند در غیر این صورت آن‌ها قادر به مصرف طعمه نبودند. در آفریقا زنبوران عسل به عنوان راهنمای انسان به سمت کندوی عسل می‌شوند و افراد امید دارند که کندوی عسل خالی و آماده برای آنهاست.
در عهد رنسانس، آواز پرندگان الهامی برای بعضی جادوگران، زبان‌های صومعه و به خصوص زبان‌های موسیقی بوده است. زبان‌های سوت گونه پایه‌گذاری شده بر اساس زبان‌های طبیعی محاوره‌ای گاهی اشاره به همین زبان پرندگان دارد.

## تاریخ اساطیری
افسانه‌های وایکینگی: در افسانه‌های وایکینگی قدرت درک زبان پرندگان از نشانه‌های خرد بود. اودین خدای افسانه‌های وایکینگی دو کلاغ به نامهای هاگین و مانین داشت که در سراسر جهان پرواز می‌کردند و به اودین از انسانهای فانی خبر می‌داند. در افسانه سلطان سوئد، راگ دانا بسیار هوشمند بود که می‌توانست بفهمد پرندگان چه می‌گویند. او یک گنجشک اهلی خانگی داشت که به اطراف پرواز می‌کرد و اخبار را برای او می‌آورد که یکبار کشاورزی در ریدگوتالند، گنجشک داگ را کشت که این کار باعث مجازات سنگینی از سوی سوئد برای او شد.
این قابلیت از طریق چشیدن خون اژدها به دست آمد. بر اساس منظومه اِدا و حماسه ولسانگا، سیگرد تصادقاً خون اژدها را هنگامی که قلب فافینز را بریان می‌کرد چشیده بود که این تصادف به او قابلیت فهم سخن پرندگان را داده بود و او توانست هنگامی که پرندگان از نقشه رگین برای کشتن سیگرد صحبت می‌کردند متوجه شود و جانش را نجات دهد. بر اساس همین قدرت، اسلاگ، دختر سیگارد توانست به خیانت همسرش «راگنارد لودبروک» پی ببرد.

کنده کاری رامسارد متعلق به قرن ۱۱ در سوئد چگونگی فراگیری زبان پرندگان توسط سیگرد را در منظومه اِدا و حماسه وولسونگا به تصویر می‌کشد

کنده کاری رامسارد متعلق به قرن ۱۱ در سوئد چگونگی فراگیری زبان پرندگان توسط سیگرد را در منظومه اِدا و حماسه وولسونگا به تصویر می‌کشد:
1. سیگرد برهنه در مقابل آتش آماده شده برای قلب اژدها، از فافینر، برای رگین برادر ناتنی اش که برادر فافینر است، نشسته است. هنگامی که قلب هنوز آماده نشده است سیگرد آن را لمس می‌کند و دستش می‌سوزد و انگشتش را در دهانش می‌گذارد و در همین لحظه متوجه آواز پرندگان می‌شود.
2. پرندگان می‌گویند که رگین بر سر پیمان صلحش باقی نمی‌ماند و سعی به کشتن سیگرد می‌کند که این امر باعث می‌شود سیگرد نقشه رگین را متوجه شود.
3. رگین مرده است و سرش جدا شده در کنارش است و ابزار آهنگری اش که با آن‌ها شمشیر سیگر، گرام، را ساخت در کنارش پراکنده‌اند.
4. اسب ریگن، مملو از بار گنج اژدها می‌باشد.
5. واقعه قبلی که سیگرد فافینر را کشت، نیز هست و
6. اوتر که در ابتدای حماسه ذکر نشده است را نشان می‌دهد.

در منظومه اِدی که با بی پروایی به سنت سیگرد Helgakvicta Hjorvartssonar نامیده می‌شود) مرتبط است. دلیل آنکه چرا شخصی به نام آتلی زمانی این قدرت را داشته، توضیحی داده نشده است. قابل حدس است که پسر ارباب آتلِس، هلگی با خاله سیگارد، والکری وافا، ازدواج می‌کند.
افسانه‌های یونانی: بر اساس آپولونیوس رودیوس، آرگو، مجسمه جلوی کشتی جیسون که از درخت بلوط بیشه زار متبرک دودونا ساخته شده بود، می‌توانست به زبان پرندگان سخن بگوید. همچنین گفته شده که بر تیرسیاس توسط آتنا قدرت فهم زبان پرندگان داده شده است. در افسانه‌های یونان، زبان پرندگان ممکن است از راه‌های جادویی به دست آمده باشد. گفته می‌شود که دموکریتوس، آناکسیماندر، آپولونیوس تیانا، ملامپوس و آئسوپوس زبان پرندگان را می‌فهمیدند.
افسانه‌های آسیایی- آفریقایی: در مذهب صوفیه زبان پرندگان یک زبان عرفانی متعلق به فرشته هاست. کنفرانس پرنده‌ها (منطق الطیر) شعری عرفانی با ۴۶۴۷ بیت می‌باشد که متعلق به قرن دوازدهم نوشته شاعر فارسی‌زبان فرید الدین عطار می‌باشد.
در تلمود اورشلیم (لوئیس گینزبرگ، افسانه یهودیان ۱۹۰۹) قدرت زبانزد سلیمان به دلیل اعطا شدن قدرت فهم زبان پرندگان از سوی خدا بر وی بوده است.
در عربی مصری خطوط تصویر گونه «الفبای پرندگان» نامیده می‌شد. در فرهنگ مصر باستان شیوه نگارش تصویری، نام مدیو- نجر داشت (به معنای لغات خدایان یا زبان مکاشفی)

## فرهنگ عامه
این ایده از بسیاری داستان‌های عامه شناخته می‌شود (شامل روسی، آلمانی، استونیایی، یونانی، رومانیایی، ویلزی) شخصیت‌های مثبت داستان، قدرت فهم زبان پرندگان را داشتند و این قدرت از طریق مبادلات سحری یا به عنوان موهبتی از طرف سلطان پرندگان اهدا می‌شود که پرندگان قهرمان داستان را از خطرات یا گنج‌های پنهان، آگاه می‌کردند.

## کیمیاگری
در جادوگری دوران رونسانس، کابالاخ، و کیمیاگری زبان پرندگان به عنوان یک راز و زبانی کامل و کلید تمام علوم در نظر گرفته می‌شد که گاهی langue verto یا زبان سبز نامیده می‌شد. (جین جولین، فولکانلی، هینریش کورنلیوس آگریپا، فلسفه اوکالتا).

## فرهنگ و ادب
«پرنده» اثر آریستوفان و «پارلمان پرندگان» اثر چاوسر به عنوان آثار هجو و طنز در نظر گرفته می‌شود. در فرانسه قرون وسطی زبان پرندگان (la langue des oiseaux) زبان راز و رمز تروبادور که با تاروت در ارتباط می‌باشد، بود که ادعای می‌شود بر اساس جناس‌ها و طرح‌های نشانه‌ای از واژه‌های هم آوا می‌باشد.
به‌طور مثال: مسافرخانه‌ای به نام شیر طلایی (au lion dor) کُدی برای «یکی روی تخت می‌خوابد» (au lit on dort) گفته می‌شود. (توجه داشته باشید که این جناس خاص مربوط به دوران وسطی نیست چون که حرف t در فرانسوی تا آن زمان تلفظ می‌شد. مثال واژه دخیل قرن چهاردهم (bonnet).
زبان ساختگی zaum روسیه مدرن به عنوان زبان پرندگان توسط ولیمیر خبینکف تعریف می‌شد. زبان پرندگان (Die sparche der vogel) نام یک فیلم آلمانی در سال ۱۹۱۱ می‌باشد. جین شیبلیوس در سال ۱۹۱۱ یک مارش ازدواج تحت عنوان زبان پرندگان سرود. رافا مارتین نویسنده کتاب برای کودکان، «زبان پرندگان» را به عنوان داستان عامیانه روسی پذیرفته شده، نوشته است که به صورت یک اپرای کودکان توسط جان کندی درآمد.
در پاورقی‌های اولین کتابش «جاناتان استرنج و آقای نورن» به کتابی به نام زبان پرندگان اشاره می‌کند که در میان چیزهای دیگر مرجعی برای کتاب تخیلی شاه ریون می‌باشد. «پرنده در گوش شما» نام یک اجرای اپرا، اثر نویسنده آمریکایی- انگلیسی دیوید بروس می‌باشد که بر اساس داستان‌های عامیانه زبان پرندگان نوشته شده است و اپرا نامه آن توسط آلاسدیرمیدستون نوشته شده است. این اثر توسط بارد کالج نیویورک سیتی رسماً تقاضا شده بود و در ماه مارس ۲۰۰۸ در آن محل اجرا شده و بعدها قطعاتی از آن اثر در اپرای نیویورک در سال ۲۰۰۹ اجرا شد.